# Wyssachen
Wyssachen – gmina (niem. Einwohnergemeinde) w Szwajcarii, w kantonie Berno, w regionie administracyjnym Emmental-Oberaargau, w okręgu Oberaargau.

## Demografia
W Wyssachen mieszkają 1 103 osoby. W 2020 roku 4,7% populacji gminy stanowiły osoby urodzone poza Szwajcarią.